# ALMR

Reaktor chłodzony sodem

ALMR (Advanced Liquid Metal Reactor) – typ reaktora jądrowego. Zaprojektowany w latach 80. w USA w Argonne National Laboratory.
Energia jest w nim wytwarzana jak we wszystkich innych reaktorach poprzez zachodzącą wewnątrz rdzenia reakcje łańcuchową. W klasycznych reaktorach reakcja łańcuchowa zachodzi dzięki stosunkowo wolno poruszającym się neutronom, natomiast w reaktorach ALMR rozszczepienie powodują szybko poruszające się neutrony, które rozbijają nawet bardzo stabilne, ciężkie atomy transuranowe. Taki nowoczesny reaktor spala paliwo wytworzone z odpadów z klasycznych reaktorów.
Chłodziwem w takich reaktorach jest ciekły sód krążący w systemie konwekcji naturalnej w basenie reaktora. Ten rodzaj chłodziwa jest jednak bardzo niebezpieczny, ponieważ ciekły sód płonie przy kontakcie z wodą, co jest największą wadą tej technologii. Największą zaletą jest to, że jeśli w klasycznej elektrowni atomowej wykorzystuje się 5% paliwa, to w technologii ALMR aż 94% + 5% wcześniej wykorzystane w reaktorze klasycznym.